# Concacaf-mästerskapet i futsal
CONCACAF-mästerskapet i futsal; officiellt CONCACAF Futsal Championship, är en mästerskapstävling i futsal för herrlandslag. Mästerskapet spelas vart fjärde år sedan 1996 av lag som tillhör fotbollsfederationen Concacaf som styr över futsalen i Nord- och Centralamerika samt Karibien. Mästerskapet används även som kvalifikation till världsmästerskapet i futsal (Fifa).

## Medaljörer
| År   | Värdnation | Final      | Final        | Final     | Match om tredjepris | Match om tredjepris | Match om tredjepris |
| År   | Värdnation | Vinnare    | Resultat     | Tvåa      | Trea                | Resultat            | Fyra                |
| ---- | ---------- | ---------- | ------------ | --------- | ------------------- | ------------------- | ------------------- |
| 1996 | Guatemala  | USA        | 7 – 3        | Kuba      | Mexiko              | 3 – 1               | Guatemala           |
| 2000 | Costa Rica | Costa Rica | 2 – 0        | Kuba      | USA                 | 5 – 1               | Mexiko              |
| 2004 | Costa Rica | USA        | 2 – 0        | Kuba      | Costa Rica          | 12 – 5              | Mexiko              |
| 2008 | Guatemala  | Guatemala  | 5 – 3 (str.) | Kuba      | USA                 | 7 – 1               | Panama              |
| 2012 | Guatemala  | Costa Rica | 3 – 2        | Guatemala | Panama              | 6 – 4 (e.f.)        | Mexiko              |
| 2016 | Costa Rica | Costa Rica | 4 – 0        | Panama    | Guatemala           | 3 – 2               | Kuba                |
| 2021 | Guatemala  | Costa Rica | 3 – 2        | USA       | Guatemala           | 3 – 2 (e.f.)        | Panama              |
| 2024 | Nicaragua  | Panama     | 4 – 3        | Kuba      | Guatemala           | 3 – 0               | Costa Rica          |